# Sons of Midnight
Sons of Midnight ist eine Pop-Rock-Band aus Brisbane, Australien. Sie entstand im Jahr 2007.

## Geschichte
Zuerst bildeten Conrad Sewell und Matt Copley ein Akustik-Duo, das sich auf Rhythm and Blues spezialisierte. Erst als Peter Tep, Mitchel Lewis und Maui Manu dazustießen, begannen sie sich mehr auf Rock und Pop zu konzentrieren. Zuerst nannten sie sich The Frets und änderten später den Namen in Sons of Midnight. Im März 2012 traten sie bei The Dome auf. Sie sind die Vorband für Gypsy and The Cat, Simple Plan, Avril Lavigne und Livingston gewesen. Am 9. März 2012 erschien ihr Album Sons of Midnight mit der Singleauskopplung The Fire. Im Frühjahr spielten sie auf dem Rewe Festival in verschiedenen deutschen Städten.
Am 19. Oktober 2012 erschien die Singleauskopplung Stand Up for Love, die in Deutschland ein kleinerer Charterfolg wurde. 2013 erschien ihre zweite Single Kill the DJ.
Ab 2014 war Sänger Conrad Sewell auch solo erfolgreich.

## Diskografie
Studioalben
- 2012: Sons of Midnight

Singles
- 2012: The Fire
- 2015: Little Love (Kilian & Jo featuring Conrad Sewell & Sons of Midnight)